# Bradycellus fusicornis
Bradycellus fusicornis är en skalbaggsart som beskrevs av Thomas Casey. Bradycellus fusicornis ingår i släktet Bradycellus och familjen jordlöpare. Inga underarter finns listade i Catalogue of Life.